# 音別発電所
音別発電所（おんべつはつでんしょ）は、北海道釧路市の旧音別町域にある北海道電力の火力発電所。

## 概要
ガスタービン発電方式の火力発電所として1978年5月に1・2号機が運転を開始した。
当発電所は主に緊急時用のピーク供給力であり、揚水式水力発電所である京極発電所（2015年12月までに1・2号機計40万kWが完成予定）による代替が可能となることから、2015年12月に廃止予定であることが発表された。ところが泊原発の運転再開時期が不透明であることを踏まえて、2015年3月時点で廃止時期を未定とした。その後、北海道・本州間連系設備の30万kW増強(2019年3月運転開始)や、石狩湾新港発電所1号機運転開始(2019年2月)により、需給のひっ迫が緩和されることに伴い、2019年2月に音別発電所は廃止される予定であったが、2018年11月27日に延期が発表され、2022年現在廃止の目処は立っていない。
2018年9月6日に発生した北海道胆振東部地震の際に苫東厚真発電所が損傷し、北海道内の供給電力が逼迫する事態となったことから同日中に1号機、翌7日に2号機を稼働させた。しかし1号機は稼働した翌日に停止し、修理を経て11日に再稼働させたが、同日に今度は2号機にてガスタービンにトラブルが発生し停止するなど、老朽化による影響もみられる。

## 発電設備
- 総出力：14.8万kW[5]

1号ガスタービン
発電方式：ガスタービン発電方式
定格出力：7.4万kW
使用燃料：軽油
熱効率：約28%（低位発熱量基準）
営業運転開始：1978年5月
2号ガスタービン
発電方式：ガスタービン発電方式
定格出力：7.4万kW
使用燃料：軽油
熱効率：約28%（低位発熱量基準）
営業運転開始：1978年5月

### 緊急設置電源
需給対策として、緊急設置電源が設置され7月23日に運転を開始し10月16日に廃止された。
- 総出力：2,000kW

3号ガスタービン
発電方式：ガスタービン発電方式
定格出力：1,000kW
使用燃料：灯油
営業運転期間：2012年7月23日 - 10月16日
4号ガスタービン
発電方式：ガスタービン発電方式
定格出力：1,000kW
使用燃料：灯油
営業運転期間：2012年7月23日 - 10月16日